# Wouter van Boxtel

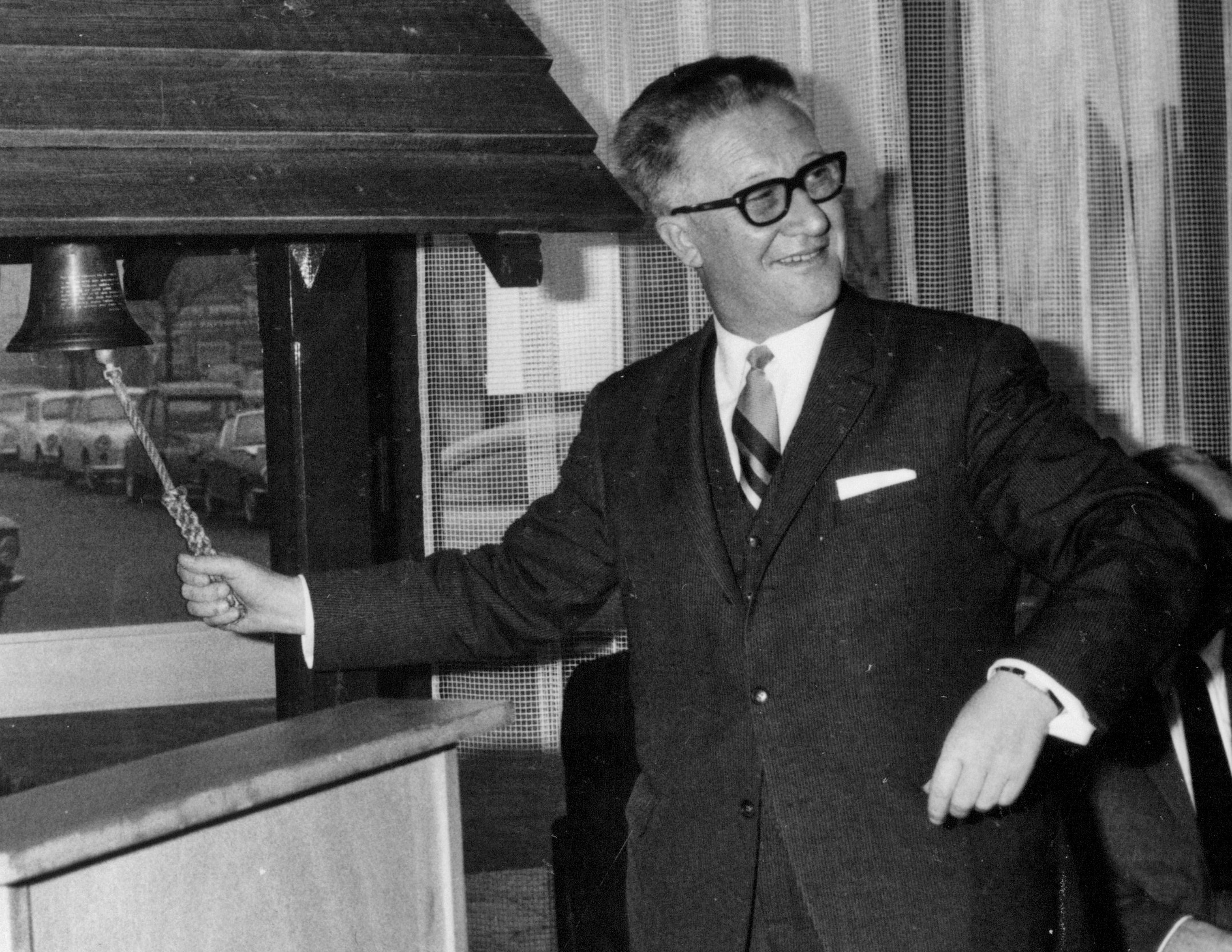
Burgemeester W.C.A.M. van Boxtel (1969)

Wouterus Cornelis Anna Maria (Wouter) van Boxtel (Tilburg, 3 december 1918 – Breda, 18 november 1998) was een Nederlands politicus van de KVP.
Hij werd geboren als zoon van Vincentius Josephus Leonardus van Boxtel (1889-1975) en Adriana Joanna Heerkens (1889-1961). In 1959 werd hij wethouder in Breda en in januari 1969 volgde zijn benoeming tot burgemeester van Castricum. In maart 1977 ging hij met ziekteverlof en in november van dat jaar werd hem ontslag verleend. Van Boxtel keerde terug naar Breda waar hij eind 1998 op 79-jarige leeftijd overleed.